# Акташит
Акташи́т — сульфоарсенід ртуті й міді.

## Загальний опис
Формула: Cu6Hg3As5S12. Містить (родов. Гал-Хай, Республіка Саха; %): Cu — 21,15; Hg — 35,0; As — 21,42; S — 21,59. Домішки: Sb, Zn. Сингонія тригональна. Кристали у вигляді тригональних пірамід з моноедром. Спайність відсутня. Густина 5,71. Твердість 3,5. Колір сірувато-чорний, іноді з синюватим відтінком. Риса чорна. Блиск металічний, сильний. Непрозорий. Злом нерівний до раковистого. Електропровідник. Крихкий. Знайдений у родов. Акташ (Алтай) і Гал-Хай (Якутія) в кварцово-кальцитових прожилках разом з реальгаром, аурипігментом, антимонітом та інш.